# Yair Dalal
Yair Dalal, né en 1955, est un musicien israélien, joueur de oud et de violon et compositeur.

## Biographie
Ses parents, juifs irakiens, émigrent en Israël en 1954. Yair Dalal naît en 1955. De huit à dix-huit ans, il étudie le violon, et commence à jouer du oud quelques années plus tard. La rencontre de musiciens juifs arrivés depuis les pays arabes en Israël dans les années 1950 lui donne l'occasion de renouer des liens avec la musique irakienne.
Yair Dalal donnent de nombreux concerts pour des organisations œuvrant pour la paix au Proche-Orient. Il se présente lui-même comme un militant pacifiste et joue avec des musiciens palestiniens et arabes. Il est l'un des musiciens à avoir participé au concert donné à l'occasion de la remise du prix Nobel de la paix à Yasser Arafat, Shimon Peres et Yitzhak Rabin en 1994.

## Discographie
- Inshallah Shalom, 2005
- Yair Dalal and the AL OL Ensemble, Silan, Amiata Records, 2009

## Documentaire
- Yvonne Kahan, Time For Peace—Zaman El Salaam, 1995. — Documentaire sur le concert donné en 1994 lors de la remise du prix Nobel de la paix.